# Tetralogía de Fallot
La tetralogía de Fallot es una cardiopatía congénita caracterizada por cuatro malformaciones que dan lugar a la mezcla de sangre arterial con la sangre venosa con efectos cianotizantes (niños azules). Esta enfermedad era conocida antaño como Mal Azul debido a que los lactantes que la padecían se les coloreaba de color azul grisáceo determinadas partes del cuerpo que no recibían oxigenación sanguínea (Maladie Bleue).
Su incidencia es aproximadamente 400 por cada millón de nacidos vivos.

## Características
La tetralogía de Fallot es la cardiopatía congénita cianótica más frecuente en la edad pediátrica. Ocupa entre un 5-10 % del total de las cardiopatías en el niño. Fue descrita en 1671 por Nicolás Steno en un artículo titulado "Disección de una feto monstruoso en París", en 1784 por Hunter y diferenciada clínicamente por Etienne-Louis Arthur Fallot en 1888. Fue estudiada y definida por Carl von Rokitansky, Lev y Rosenquist. Helen Taussig estableció las bases clínicas y junto con Alfred Blalock y Vivien Thomas la primera operación paliativa, conocida como fístula de Blalock-Thomas-Taussig. Cuevas, Lillehei y Kirklin iniciaron las técnicas de corrección quirúrgica. En 1924, Maude Elizabeth Seymour Abbott, pionera en cardiología pediátrica de Montreal, Canadá, la tituló "tetralogía de Fallot ".
Consta de cuatro elementos anatomopatológicos para su diagnóstico:
- Estenosis pulmonar infundibular (obstrucción en el conducto de salida del ventrículo derecho).
- Comunicación interventricular (defecto del tabique interventricular).
- Dextraposición de la aorta (aorta cabalgante o aorta a caballo). Es decir, la aorta se encuentra entre los dos ventrículos.
- Hipertrofia ventricular derecha.

Ante un paciente con cianosis en sus primeros meses, se debe analizar la posible presencia de esta cardiopatía. Un electrocardiograma y una radiografía de tórax aportan información importante, pero son orientativos. Esta última suele mostrar la típica silueta de “corazón en zueco”, con punta levantada y una concavidad en parte media del lado izquierdo de la silueta cardíaca. El flujo de sangre en los pulmones habitualmente está disminuido, por lo que se ven más negros de lo normal.
El ecocardiograma establece el diagnóstico con certeza. Se debe definir el tamaño y la posición de la comunicación interventricular, la severidad de la obstrucción del ventrículo derecho, el tamaño del anillo de la válvula pulmonar y de las arterias pulmonares, la anatomía de las arterias coronarias, la presencia o no de ductus arterioso permeable, y descartar patologías asociadas.
Clínicamente esta patología es caracterizada por una marcada cianosis que afecta en grado variable, así como la fatigabilidad, lo que hace que estos pacientes se cansen con mucha facilidad. Es común ver a los niños afectados acuclillarse con frecuencia, un mecanismo para aliviar la hipoxigenación que los afecta, producido por el aumento de la resistencia vascular sistémica.
También es frecuente en los pacientes portadores de esta patología la presencia de crisis anoxémicas, abscesos cerebrales, trombosis, endocarditis infecciosa así como accidentes cerebrovasculares, producidos por el aumento de la viscosidad de la sangre como un mecanismo de defensa que genera el organismo para llevar más oxígeno a todo el cuerpo debido a la hipoxigenación mantenida en los tejidos.

## Tratamiento
El tratamiento quirúrgico tiene dos vertientes: uno paliativo y otro correctivo. El primero consiste en hacer una fístula de Blalock-Thomas-Taussig (sistémico-pulmonar) que comunica a la arteria subclavia derecha con la arteria pulmonar derecha y de esta forma mejora la oxigenación. El correctivo se basa en desobstruir el conducto de salida del ventrículo derecho, cerrar el defecto interventricular con parche de Dacrón y alinear con la aorta.
Desafortunadamente no todos los pacientes son candidatos al tratamiento quirúrgico definitivo, pues depende de la anatomía del ventrículo derecho, de la calidad de las ramas pulmonares, etc. Es por ello que en algunos pacientes solo se le realiza la fístula de Blalock-Thomas-Taussig.